# Dromomeryx borealis
Il dromomerice (Dromomeryx borealis) è un mammifero artiodattilo estinto, appartenente ai dromomericidi. Visse tra il Miocene medio e il Miocene superiore (17 - 9 milioni di anni fa), e i suoi resti fossili sono stati ritrovati in Nordamerica. 

## Descrizione
Vagamente simile a un'antilope, questo animale era dotato di due corna grandi e larghe, poste proprio sopra le orbite e proiettate in avanti a formare un angolo di circa 60° con le ossa nasali), leggermente rigonfie lateralmente. Le corna erano dotate di una flangia basale laterale ed erano dotate di profondi solchi sulla superficie anterolaterale. Le orbite erano spostate posteriormente ed era presente una fossa lacrimale poco profonda. Il quarto premolare inferiore era dotato di una fossetta anteriore chiusa da un'estensione anteriore del metaconide. 

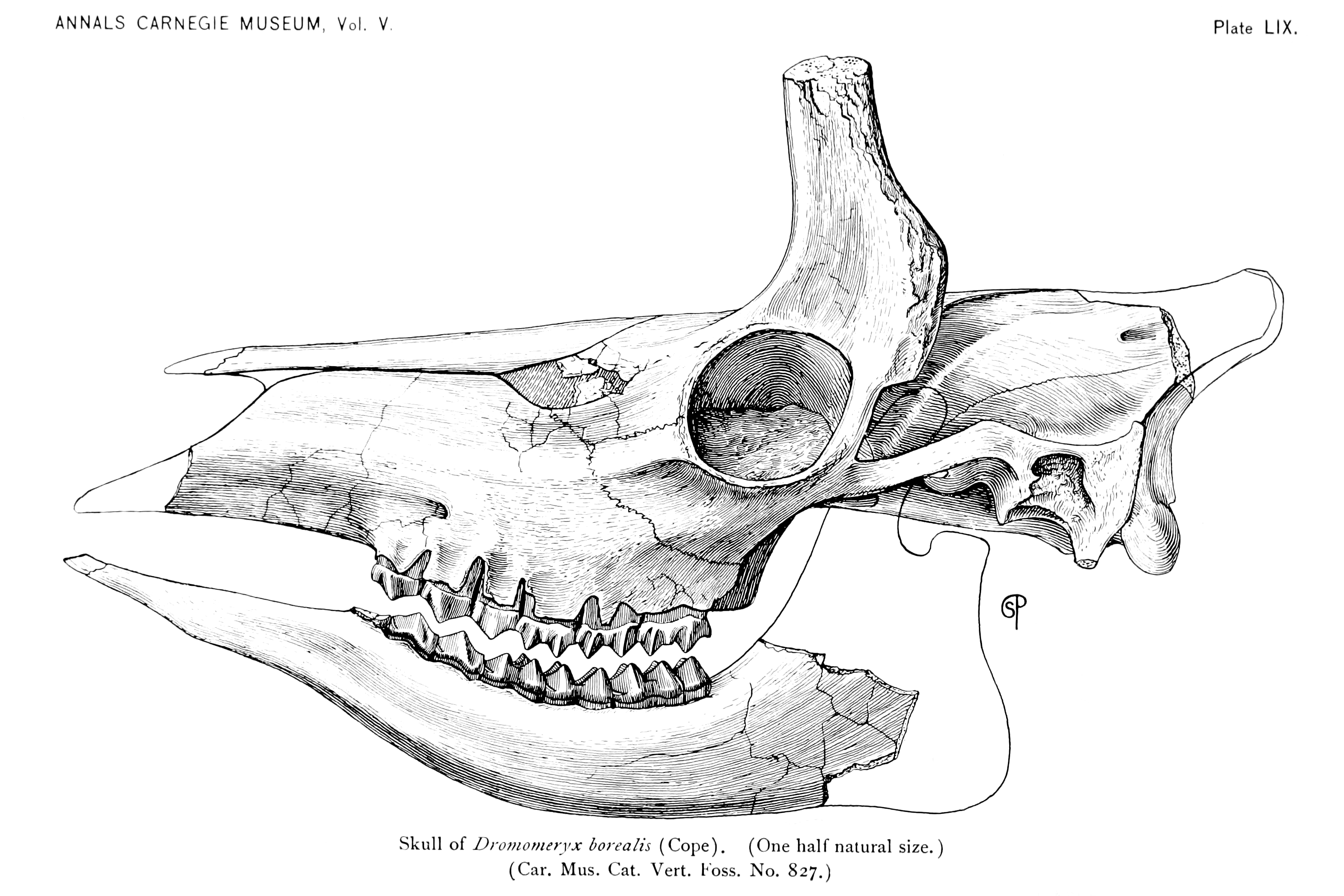
Cranio di Dromomeryx borealis

## Classificazione
I primi fossili di questo animale vennero descritti da Edward Drinker Cope nel 1878 e attribuiti a un genere già noto, Blastomeryx, che nel corso dell'Ottocento divenne una sorta di "cestino dei rifiuti" per numerose specie di artiodattili fossili del Nordamerica. Solo nel 1909 Earl Douglass ridescrisse la specie e, anche grazie alla scoperta di resti più completi, la attribuì al nuovo genere Dromomeryx.
Dromomeryx è il genere eponimo della famiglia dei dromomericidi, un gruppo di artiodattili nordamericani dalle affinità incerte, forse imparentati con i cervidi. In particolare, Dromomeryx è una forma relativamente derivata, che preannuncia le specializzazioni craniche di forme come Yumaceras e Cranioceras ma è privo del tipico corno posteriore di queste due forme, e l'occipite è solamente allungato. Le forme più affini erano Drepanomeryx e Rakomeryx; il genere Subdromomeryx è a volte considerato un sottogenere di Dromomeryx.
Rispetto agli altri dromomericidi, Dromomeryx era molto diffuso in gran parte del Nordamerica in gran parte del Miocene medio e superiore. Fossili di questo animale sono stati ritrovati in Montana, Oregon, Nebraska, Colorado, Nevada, New Mexico, Wyoming, Nevada, South Dakota e California.